# Anderson Jorge dos Santos
Anderson Jorge dos Santos, född 23 april 1972, är en friidrottare från Brasilien. Han deltog vid olympiska sommarspelen 2004.